# Reinhild Möller
Reinhild Möller (* 24. Februar 1956 in Rengshausen) ist eine deutsche Behindertensportlerin, die im alpinen Skisport und in den Sprintdisziplinen der Leichtathletik antrat. Zwischen 1980 und 2006 gewann sie insgesamt 23 Medaillen bei Paralympischen Spielen – darunter 19 goldene – und zählt damit zu den erfolgreichsten Athletinnen der 1980er- und 1990er-Jahre.

## Werdegang

### Ausbildung und Studium
Möller wuchs mit einer fünf Jahre älteren Schwester auf dem Bauernhof ihrer Eltern im nordhessischen Knüllgebirge auf. Seit sie bei einem Unfall im Alter von drei Jahren in einen Mähdrescher geriet, ist sie einseitig unterschenkelamputiert. Eine Prothese verschaffte ihr aber früh nahezu uneingeschränkte Bewegungsfreiheit: Während ihrer Schulzeit spielte sie Basketball und Volleyball, zudem turnte sie regelmäßig. Möller berichtete später, sie sei „ohne irgendeine Sonderstellung“ groß geworden. Behindert gefühlt habe sie sich erst, als sie auf den entschiedenen Rat ihres Orthopäden einige Zeit jegliche sportliche Aktivität einstellte, um eine vermeintliche Überlastung ihres Körpers zu vermeiden. Nach dem Abitur machte sie eine dreijährige Ausbildung als Augenoptikerin, vermisste in dem Beruf aber die körperliche Bewegung. Ab 1980 studierte sie in Heidelberg Geographie, Sportwissenschaft und Sportmedizin. Möller zufolge stellte die Beinamputation während ihres Studiums keine wesentliche Beeinträchtigung dar. Das größere Problem war demnach eine ebenfalls aus dem Unfall resultierende Handverletzung – ein Handgelenk war zu 70 Prozent durchtrennt worden, als Folge war ein Arm drei Zentimeter kürzer als der andere und die entsprechende Schulter schwächer entwickelt. Den Abschluss ihres Sportstudiums 1986 „ohne einen Behindertenrabatt“ bezeichnete Möller 1996 rückblickend als ihren größten sportlichen Erfolg.

### Paralympische Erfolge
Während ihrer Augenoptiker-Ausbildung trat Möller einer örtlichen Behindertensportgruppe bei, in der sie sich aber nicht genügend ausgelastet fühlte. Über die Gruppe kam sie in Kontakt zur deutschen Behinderten-Skimannschaft. Im Winter 1977/78 lernte sie Skifahren, zwei Jahre später trat sie bei den Winter-Paralympics 1980 im norwegischen Geilo an. Unter jeweils neun gestarteten Athletinnen der Klasse 2A – den einfachen Beinamputierten – belegte sie im Riesenslalom den vierten Rang und im Slalom den dritten, womit sie ihre erste paralympische Medaille gewann. Möller schloss sich nach der Paralympics-Teilnahme dem Behindertensportverein Stuttgart an und startete fortan sowohl im alpinen Skisport als auch in der Leichtathletik international erfolgreich: 1982 wurde sie dreimalige Alpin-Weltmeisterin, im folgenden Jahr gewann sie, unter anderem im 100-Meter-Lauf, Titel bei den Europäischen Spielen der Behinderten. Ihre ersten fünf paralympischen Goldmedaillen holte Möller 1984, als sie zunächst bei den Winter-Paralympics in Innsbruck Riesenslalom, Abfahrt und Kombination für sich entschied und wenige Monate später bei den Sommer-Paralympics Schnellste ihrer Startklasse über 100 Meter und 400 Meter war.
Nach dem Abschluss ihres Sportstudiums und dem Scheitern ihrer kurz zuvor geschlossenen ersten Ehe begann Möller Ende 1986 eine einjährige Weltreise. Sie knüpfte dabei Kontakte zu den Behindertensportorganisationen Neuseelands, Australiens und der Vereinigten Staaten. Später beschrieb sie die Reise in ihren Erinnerungen als „Start in ein ganz neues Leben“: Zum einen habe sie die Entscheidung getroffen, sich dem Leistungssport voll zu verschreiben, zum anderen habe sie einen internationalen Freundeskreis aufgebaut und fortan mehr Zeit in Amerika als in Deutschland verbracht. Bei den Winter-Paralympics 1988 siegte sie in allen drei Wettkämpfen der Startklasse LW4, ein halbes Jahr später holte sie bei den Sommer-Paralympics in Seoul Gold im 200-Meter-Lauf sowie Silber über 100 Meter. Zusammen mit der blinden Sportlerin Luanne Burke durchquerte Möller 1989 die USA von Ost nach West auf einem Tandem und warb dabei für die Alpinen Skiweltmeisterschaften der Behinderten 1990 in Winter Park, Colorado. Dort gewann Möller fünf Goldmedaillen und war neben Alexander Spitz eine der erfolgreichsten WM-Teilnehmerinnen.
Bei den Winter-Paralympics 1992 in Albertville, 1994 in Lillehammer sowie 1998 in Nagano stand Möller in den alpinen Disziplinen zehn weitere Male auf der obersten Stufe des Siegerpodestes. Mit insgesamt 16 Goldmedaillen bei Winter-Paralympics (zuzüglich drei ersten Plätzen als Leichtathletin im Sommer) wurde sie die erfolgreichste deutsche Teilnehmerin in der Geschichte der Veranstaltung. In Nagano setzte sich die 42-jährige Möller als älteste Frau im deutschen Paralympics-Kader im Slalom und im Super-G gegen Konkurrentinnen durch, die teilweise mehr als 20 Jahre jünger waren als sie selbst. Als Erklärung für ihre Erfolge nannte sie unter anderem den Vorteil, seit ihrer Kindheit an die Prothese gewöhnt zu sein. In den 1990er-Jahren trat Möller im Rahmen von FIS-Rennen auch gegen nicht-behinderte Skiläuferinnen an und platzierte sich im oberen Drittel des Teilnehmerfeldes.

### Sponsorenvertrag, Rücktritt und paralympisches Comeback
Noch Ende der 1980er-Jahre hatte Möller nach eigener Aussage kein festes Einkommen jenseits der Sporthilfe in Höhe von 300 Mark und kleineren Spenden, sodass sie auf Gelegenheitsjobs – etwa als Kellnerin oder als Sportgerätevertreterin – angewiesen war. Von 1990 bis 1992 arbeitete sie als wissenschaftliche Angestellte an einer Pädagogischen Hochschule, ehe sie 1992 zu ihrem Freund und späteren Ehemann Reed Robinson nach Incline Village an den Lake Tahoe im US-Bundesstaat Nevada zog. Robinson hatte als Behindertensportler ebenfalls zwei Medaillen im alpinen Skisport bei Winter-Paralympics gewonnen. Möller trainierte sich selbst. 1993 schrieb sie, dass sie glaubte, wegen ihres Sportstudiums eine bessere Trainerin für sich zu sein, als es ein professioneller Betreuer gekonnt hätte. Sie orientiere sich im Training an ihrem Gefühl und entscheide danach, ob sie Ausdauer, Geschwindigkeit oder Technik trainiere. Nach ihren Erfolgen bei den Paralympischen Spielen von Lillehammer 1994 bot ihr die hessische Landhausbau-Firma Salzberger einen auf zehn Jahre angesetzten Sponsorenvertrag über insgesamt eine Million US-Dollar. Möller war die erste Behindertensportlerin, die einen Vertrag in dieser Höhe erhielt. Das Unternehmen meldete wenige Jahre später Insolvenz an, sodass die Summe nicht vollständig ausgeschöpft wurde.
1998 erklärte Möller ihren Rücktritt vom Leistungssport. Sie engagierte sich in der Folge etwa als Vorsitzende des Vereins Behinderte helfen Nichtbehinderten, dessen Gründung sie 1996 initiiert hatte. Der Verein organisierte Schulbesuche von behinderten Sportlerinnen und Sportlern in Baden-Württemberg mit dem Ziel, soziale Distanz gegenüber behinderten Menschen abzubauen. 2003 gab Möller aufbauend auf diesem Projekt das Buch Blickwechsel: Von Behinderten lernen heraus. Im Winter 2005/06 kehrte sie nach achtjähriger Pause in den Alpinsport zurück: Mit einem dritten Rang im Weltcup qualifizierte sie sich für ihre siebten Winter-Paralympics, die 2006 in Turin stattfanden und bei denen sie in der Abfahrt im Alter von 50 Jahren Silber hinter der Französin Solène Jambaqué gewann.

## Würdigung
Die deutsche Sportwissenschaftlerin Gudrun Doll-Tepper sah in einem 1999 erschienenen Sammelband über Sportpolitik Reinhild Möllers Weg bis hin zum Millionen-Sponsorenvertrag als „Erfolgsgeschichte“. Diese Art von Erzählungen hätten einen Beitrag geleistet zu einer geänderten Wahrnehmung für Behindertensport in den Medien und in der Öffentlichkeit, wenngleich noch viele Hindernisse überwunden werden müssten. Doll-Tepper verwies dabei auf ein Zitat aus Möllers Erinnerungen von 1996, mit dem die Sportlerin ihre Entwicklung selbst wie folgt beschrieb: „Damals: Ich war behindert, ich war ein Mädchen, ich war ein Mädchen vom Land. Heute bin ich nicht behindert, bin ich eine Frau, bin ich eine Frau von Welt.“
Möller erhielt mehrmals (1992, 1994, 1996 und 1998) das Silberne Lorbeerblatt. 2000 zeichnete sie das Bundesministerium des Innern (BMI) mit dem BMI-Preis für Toleranz und Fair Play im Sport aus. 2006 wurde sie zu Hessens Behindertensportlerin des Jahres gewählt. Der Skiclub Neuenstein benannte 2022 seine Skipiste in „Reinhild-Möller-Abfahrt“ um.

## Weblink
- Profil von Reinhild Möller auf paralympic.org mit Überblick der Ergebnisse bei Paralympischen Spielen (englisch)